# سانية بركيك
سانية بركيك هي جماعة قروية مغربية في غرب المغرب. تقع سانية بركيك في وسط سهل دكالة بإقليم سيدي بنور الساحلي جنوبي الدار البيضاء، بعد أن كانت تابعة لإقليم الجديدة فيما سبق. تصل مساحتها 188 كلم² و عدد سكانها يناهز 30.286 نسمة (إحصاء 2004).

## وصلات خارجية
- (بالفرنسية) إحصائيات إقليم الجديدة على موقع World Gazetter